# Exposição Industrial da Cidade de São Paulo
A Exposição Industrial da Cidade de São Paulo de 1917 é o primeiro evento organizado de forma oficial e incentivado pelo governo municipal de São Paulo para divulgar e incentivar a indústria paulista. Aconteceu no dia 30 de setembro do ano de 1917, no Palácio das Indústrias, construído especialmente para a exposição.

## Organização
A iniciativa para a realização da Exposição parte do prefeito Washington Luís, que no decreto nº 209 de 30 de abril de 1917, propôs à Câmara a realização de eventos anuais que fomentassem a indústria (de acordo com a lei  orgânica nº 1038 de 1906 que já demonstrava tal preocupação). O projeto é finalmente aprovado pela Câmara Municipal em 2 de Julho de 1917 (lei  nº  2084), estabelecendo a realização anual, sempre no mês de setembro, de uma exposição de produtos industriais do Município no Palácio das Indústrias (cedido pelo Governo do Estado).

## Atrações
Para a realização do evento, foram utilizados as áreas já construídas do Palácio das Indústrias que eram o andar térreo, galerias laterais e o claustro:
- No Claustro: marmoraria, maquinismos, artigos  em  metal, couros, louças esmaltadas, artefatos em alumínio, cerâmica, vidros, cristais, aparelhos de iluminação, embarcações e veículos, cofres, esquadria, cordas, graxas e pomadas, tintas, artefatos de borracha, papel e cartonagem, artigos elétricos, fumos e cigarros, e vitreaux.[1]
- Na  Galeria: artes gráficas, fiação e tecelagem, roupas, luvas, calçados, pianos, fitas, chapéus, grampos e alfinetes.[1]
- No  Salão  A:  produtos químicos e farmacêuticos,  perfumaria,  brinquedos,  pentes, botões, tornearia, tapeçaria, móveis, bilhares, fitilhos, aparelhos fotográficos, camas de ferro, instrumentos musicais e esculturas em madeira.[1]
- No Salão B: produtos alimentícios, cervejas, licores, vinhos, xaropes, águas minerais, biscoitos, bombons, chocolates, amideria, refinação e moagem, massas e objetos de uso doméstico.[1]

## Participantes
Na exposição, haviam 160 expositores de fábricas da cidade de São Paulo, apesar do interesse de industriais do interior, os espaços ficaram  restritos aos do município. Apesar da atribuição do lugares ter ficado sob a responsabilidade dos organizadores da Exposição, cada expositor tinha a liberdade de montar seu mostruário da forma que achasse mais conveniente.

## Objetivos
A criação dessa exposição foi muito influenciada pelas exposições mundiais ocorridas no século XIX. O governo paulista juntamente com as principais industrias tinham como objetivo exibir o progresso econômico de São Paulo que acontecia em decorrência do crescimento industrial brasileiro ocorrido no cenário da Primeira Guerra Mundial, na qual as economias europeias estavam enfraquecidas.